# Предноходилни кости
Предноходилните кости (Ossa metatarsalia или Метатарзус) са група от десет сходни по строеж и фунция тръбести кости част от скелета на крака при човека. Поради спецификата на анатомичното устройство при животните групата от кости е различна по брой и големина и се нарича Подпетни кости. При домашните животни подпетните кости, ossa metatarsalia I-V образуват метатарзуса заедно с меките тъкани. Метатарзалните кости са масивни и по-дълги (около 20 %) отколкото метакарпалните. Еволюционно като отделни метамерни костни образувания метатарзалните кости се появяват при земноводните. При тях те са наречени ходилни.

## Устройство
Метатарзалните кости са сходни по форма, строеж и функция, като разликите между тях са единствено по големина. Te са общо пет на брой за всеки крайник и по форма и устройство приличат на подкитковите кости. Лежат успоредно една до друга, разделени помежду си чрез междукостни пространства. От медиалната към латералната страна се наричат както следва:
- Първа (Os metatarsi primum)
- Втора (Os metatarsi secundum)
- Трета (Os metatarsi tertium)
- Четвърта (Os metatarsi quartum)
- Пета (Os metatarsi quintum)

На всяка една от тях се различават:
- грапавина (tuberositas ossis metatarsi)
- основа (basis ossis metatarsi)
- тяло (corpus ossis metatarsi)
- дистален край, наричан глава (caput ossis metatarsi)

Част са от скелета на дисталната половина на крака и свързват костите на петата със съответните кости на пръстите.
Основата на костите се съчленява със задноходилните кости посредством четири стави наречени articulationes tarsometatarsales. Първата предноходилна кост се свързва с медиалната клиновидна кост, втората образува ставно свързване с междинната клиновидна кост, а латералната клиновидна кост е ставно свързана с третата метатарзална кост. Четвъртата и петата метатарзални кости имат обща ставна връзка с кубовидната кост. В дисталния край всяка глава на метатарзалните кости има ставна повърхност за съответната фалангова кост. Ставите са общо пет за всяка от костите и се наричат articulationes metatarsophalangeales.

## Видови особености
При чифтокопитните - метатарзалната кост е обща, образувана от сливането на трета и четвърта метатарзални кости. Има почти квадратен напречен разрез. Следа от сливането на двете кости се наблюдава по протежението на тялото. Образува се дорзална и палмарна напречна бразда.
При преживни - Голямата (общата) метатарзална кост, os metatarsale III et IV е около 1/7 (около 3 cm) по-дълга от съответната метакарпална.
При дребните преживни - метарзалните кости приличат на съответните метакарпални кости на гръдния крайник.
При свиня - липсва първата метакарпална кост, която е редуцирана. Останалите четири са добре развити.
При кон - добре развита е само третата метатарзална кост. Останалите са редуцирани като втора и четвърта са съвсем слабо развити.
При куче и котка- метатарзалните кости са четири. По-дебели са от метакарпалните.
При птиците - с различни видови особености метатарзалните кости са представени от една за всеки от крайниците. Общата кост е дълга, права и добре развита и е произлязла от сливането на втора, трета и четвърта метатарзална кости. В дисталния си край има по три ставни кондила, които служат за съчленение с първите фаланги на втори, трети и четвърти пръст. В горния заден край на костта се намира израстък, наречен хипотарзус, където завършва ахилесовото сухожилие. Първата метатарзална кост е представена от малък израстък, който се свързва с първия пръст. Тарзометатарзусът (общата кост от сливането на ossa metatarsalia II-IV помежду си и с тези от централната и дисталната тарзална редица) е по-добре развит при бягащи птици отколкото при водоплаващи. При фламинго, щъркел и др. тази кост е два пъти по-дълга от бедрената кост. При петел и мъжки фазан коничният шпорен израстък, proc. calcaris е костно свързан с медиалния ръб на тарзометатарзуса. Глухарът няма шпора.